# Њутон Хамилтон (Пенсилванија)
Њутон Хамилтон (енгл. Newton Hamilton) град је у америчкој савезној држави Пенсилванија.

## Демографија
По попису из 2010. године број становника је 205, што је 67 (-24,6%) становника мање него 2000. године.
| Група             | 2000.       | 2010.       |
| Белци             | 269 (98,9%) | 198 (96,6%) |
| Афроамериканци    | 0 (0,0%)    | 2 (1,0%)    |
| Азијати           | 0 (0,0%)    | 0 (0,0%)    |
| Хиспаноамериканци | 1 (0,4%)    | 5 (2,4%)    |
| Укупно            | 272         | 205         |